# 無子女鯉魚計畫
無子女鯉魚計畫是一個澳洲的科學項目，該項目的目的是尋求發展一個消除鯉魚的技術。此項技術涉及對歐洲鯉魚的基因工程，使其只有雄性後代。引入無子女魚技術將導致所屬魚種變為雄性，並且該物種最終會滅絕。該技術在澳洲联邦科学与工业研究组织用於控制外來入侵魚種。

## 在澳洲的歐洲鯉魚
在19世紀，欧洲鲤鱼被引入澳洲。因为鯉鱼的繁殖能力和适应性较强，牠们在澳洲迅速建立自己的水道。在1960年代，鲤鱼出现在澳洲最大的河流系统墨累-達令流域。  
鯉魚對環境的影響確實十分巨大。牠們能夠適應混濁的水體，甚至在河底及泥濘的環境中也能生存。由於鯉魚繁殖力極強，大量繁殖後，往往會佔據整個河流系統。據估計，墨累河中 90% 的魚類都是鯉魚，密度高達每立方公尺一條。隨著鯉魚數量的激增，傳統的控制方法已無法有效地消除牠們。

## 科學原理
雌魚的發育很大程度上依賴於雌激素，這是由芳香酶轉化雄激素產生的。通過阻斷產生芳香酶的基因，這可以防止雌性胚胎的發育，並導致环境中只有雄魚。
如果魚被釋放到環境中，該基因將在整個種群中繁殖。 可以使用能夠快速自我繁殖的侵略性遺傳。 一旦引入鯉魚，終端種群的減少將是不可避免的。 然而，如果這種魚被釋放到鯉魚的原生範圍內，牠們會摧毀這些種群。 此外，該基因可能轉移到本地魚類種群的風險很小，但仍可以消除牠們; 然而，由於鯉魚不與任何澳洲品種繁殖，該技術對澳洲目標害蟲以外的任何影響風險極低。 科學家選擇了一種不那麼激進的方法，需要不斷播種。單獨留下，野生健康的基因將占主導地位。

## 發展
該項目於1995年構思。初步試驗是使用斑馬魚進行的。 斑馬魚是初始試驗的理想候選者，因為牠們與鯉魚密切相關並且具有非常短的生成時間。 斑馬魚群已成功轉化為100％雄性。 目前正在阿拉巴馬州的奧本大學進行鯉魚實驗室試驗。 初步結果表明，無子女技術在鯉魚中運作良好。 如果試驗成功，可以在2010年底在澳洲的隔離系統中進行現場試驗。 未知何時會發生該系統的全面部署。 在實踐中，諸如引入錦鯉皰疹病毒的其他群體控制技術可以與無子女鯉魚組合使用以改善效果。